# Saquarema
Saquarema är en kommun i Brasilien. Den ligger i delstaten Rio de Janeiro, i den sydöstra delen av landet, 1 000 km sydost om huvudstaden Brasília. Antalet invånare är 74 221.
Följande samhällen finns i Saquarema:
- Saquarema